# Frode Grodås
Frode Grodås (Volda, 24 ottobre 1964) è un allenatore di calcio ed ex calciatore norvegese, di ruolo portiere, preparatore dei portieri della nazionale norvegese.
Ha ottenuto 50 presenze con la Nazionale norvegese, partecipando a due edizioni della Coppa del Mondo, nel 1994 (senza mai giocare) e nel 1998.

## Carriera
Ha trascorso gran parte della sua carriera al Lillestrøm, otto stagioni, e in molte altre squadre della Tippeligaen. Nel 1996 si trasferisce al Chelsea con il quale vince la FA Cup l'anno successivo (1997). Si ritira dal calcio professionistico nel 2004.
Nel 2005 viene nominato allenatore dell'Ham Kam, venendo licenziato il 7 novembre a causa degli scarsi risultati. Nel dicembre del 2006 viene assunto dal Lillestrøm come allenatore dei portieri, con un contratto triennale.

## Palmarès

### Giocatore

#### Club
- Campionato norvegese: 1

Lillestrøm: 1989
- Coppa d'Inghilterra: 1

Chelsea: 1996-1997
- Coppa di Germania: 2

Schalke 04: 2000-2001, 2001-2002

#### Individuale
- Portiere dell'anno del campionato norvegese: 2

1991, 1993